# Chiesa di San Lupo al Guirro
La cripta di San Lupo al Guirro, detta anche Crocifisso al Guirro sorge a Matera nei pressi del torrente Guirro e della Gravina di Picciano.